# Furnierstreifenholz

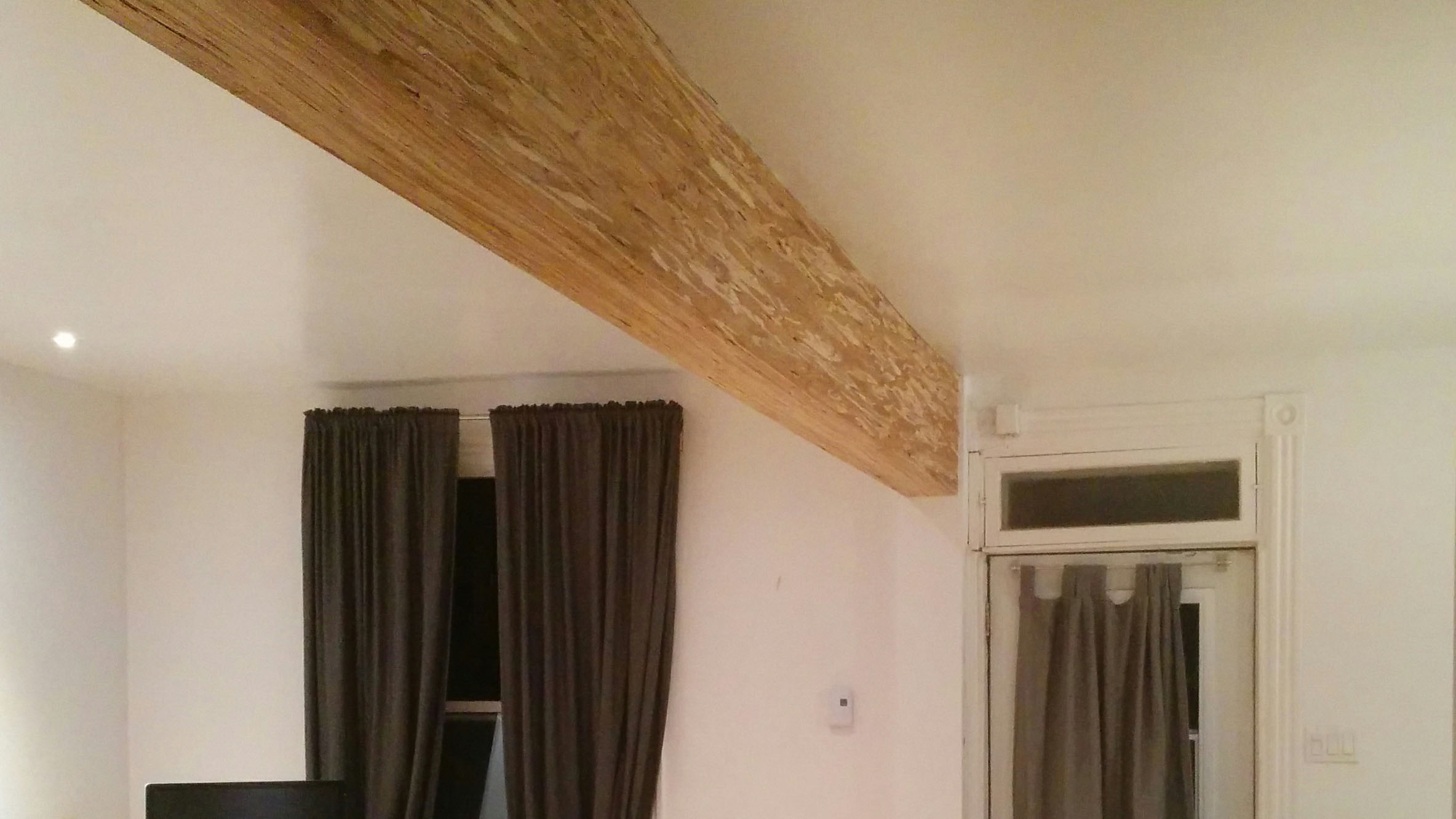
Ein Balken aus Furnierstreifenholz

Als Furnierstreifenholz (PSL, abgeleitet von Parallel Strand Lumber) wird ein Holzwerkstoff bezeichnet, der aus Schälfurnier hergestellt wird. Dabei wird das etwa drei bis sieben Millimeter starke Furnier in etwa 13 Millimeter breite und 1,8 bis 2,5 Meter lange Streifen geschnitten und aufeinander geleimt.
Durch die parallele Lage der Streifen unterscheidet sich das Furnierstreifenholz vom ebenfalls aus Furnieren hergestellten klassischen Sperrholz.
Furnierschichtholz wird ebenso aus parallelen Furnierlagen hergestellt, die hier jedoch in voller Breite zu einer Werkstoffplatte verleimt werden.
Spanstreifenholz wiederum wird aus ca. 300 mm langen Spänen in der Art einer OSB-Platte gefertigt.
Furnierstreifenholz kann in fast beliebigen Querschnitten hergestellt und beispielsweise als Alternative zu Balken aus Vollholz eingesetzt werden.
Möglich ist auch, gezielte Verstärkungen des Querschnitts vorzusehen, um insbesondere Druckkräfte an höher belasteten Abschnitten aufzunehmen.
Balken aus Furnierstreifenholz haben eine höhere Festigkeit als massive Balken der gleichen Holzart, da sie eine gleichmäßigere Struktur aufweisen und insbesondere keine schwächenden Astlöcher vorhanden sind.
Furnierstreifenholz wird in den USA vom Unternehmen Weyerhaeuser unter dem Namen Parallam aus Nadelhölzern wie Douglasie gefertigt.
Gefertigt werden Querschnitte von 300 × 300 mm und 300 × 460 mm in Längen von bis zu 18 m, die anschließend nach Bedarf aufgesägt werden.

## Literatur

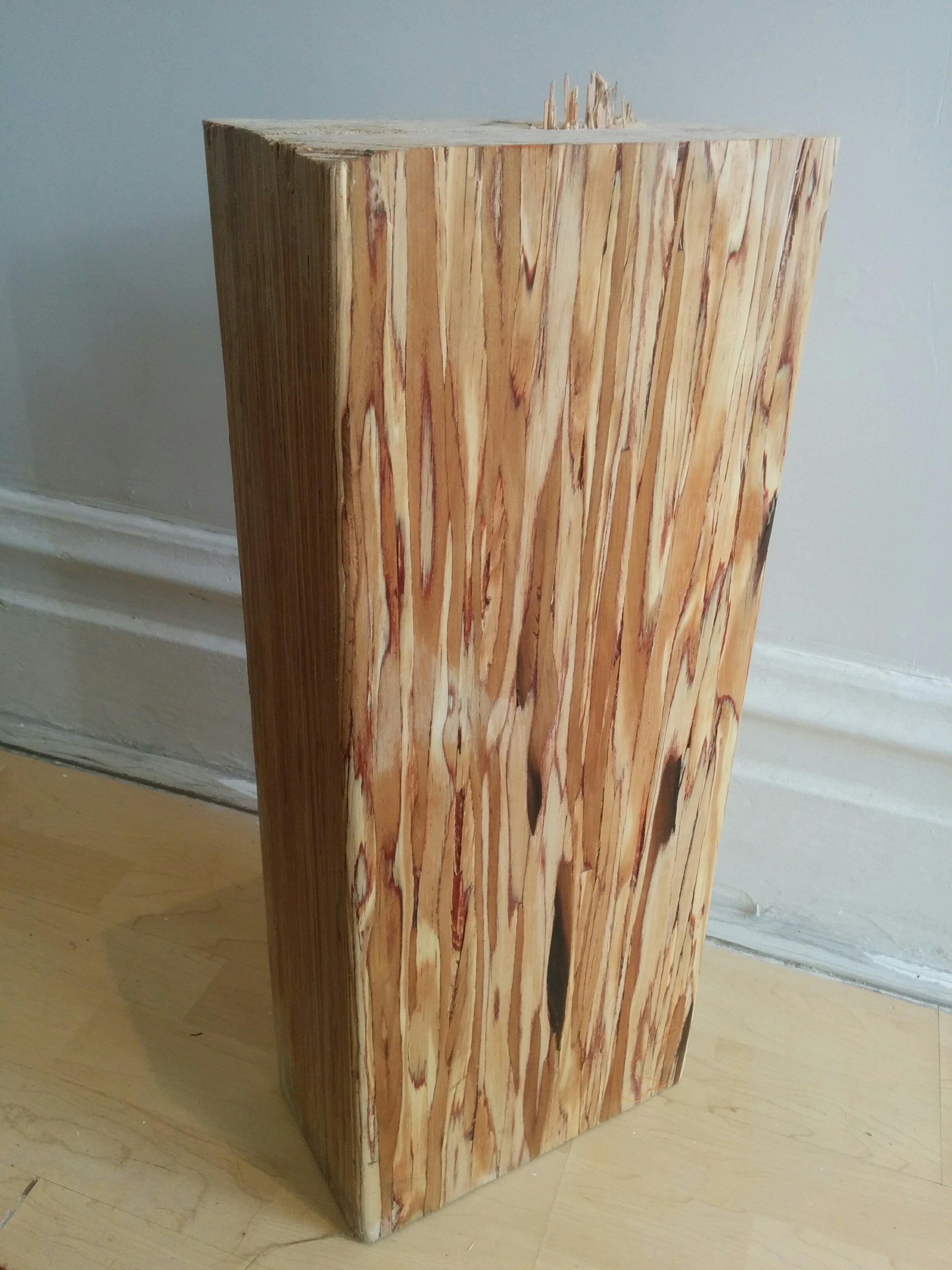
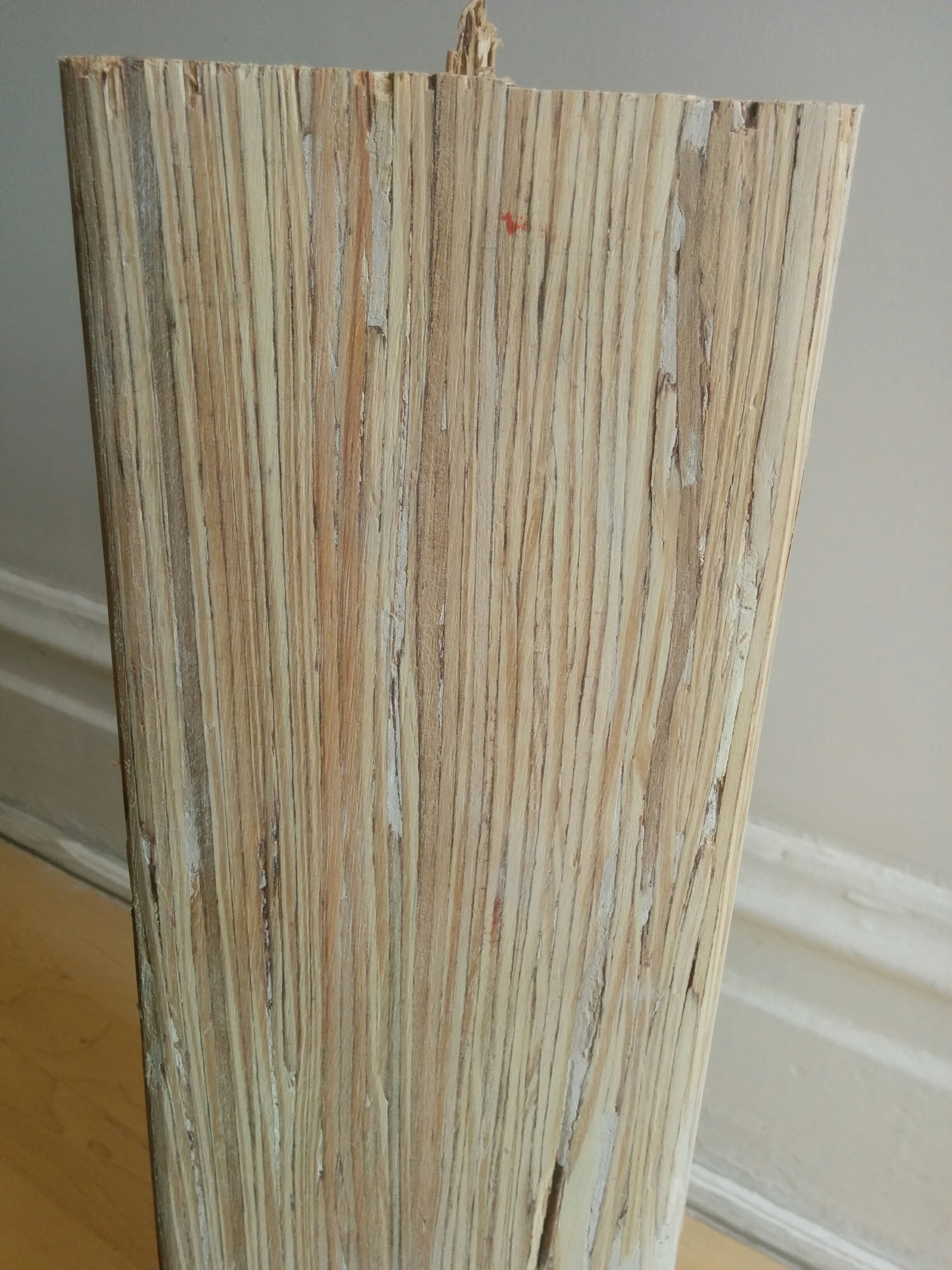
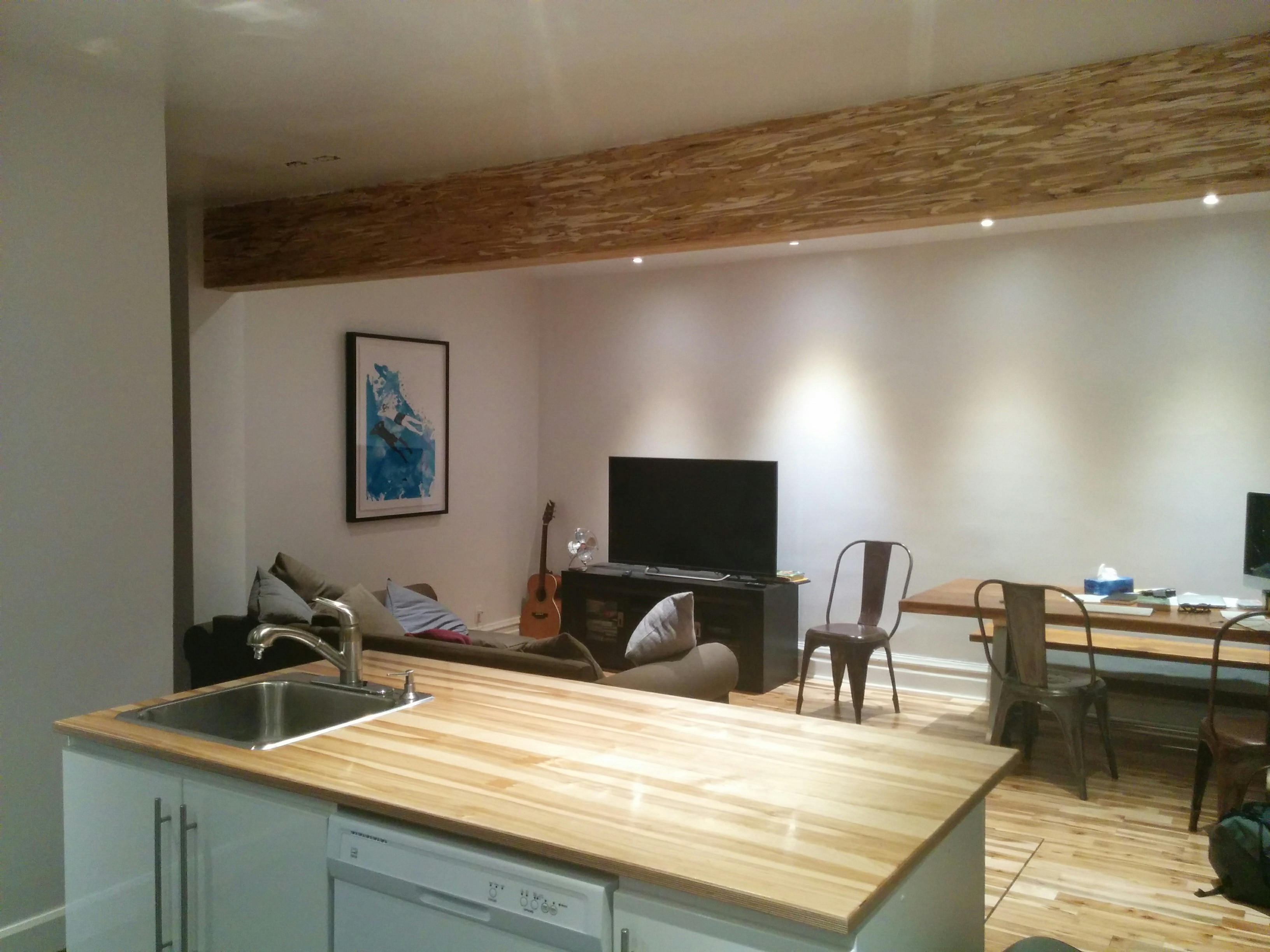
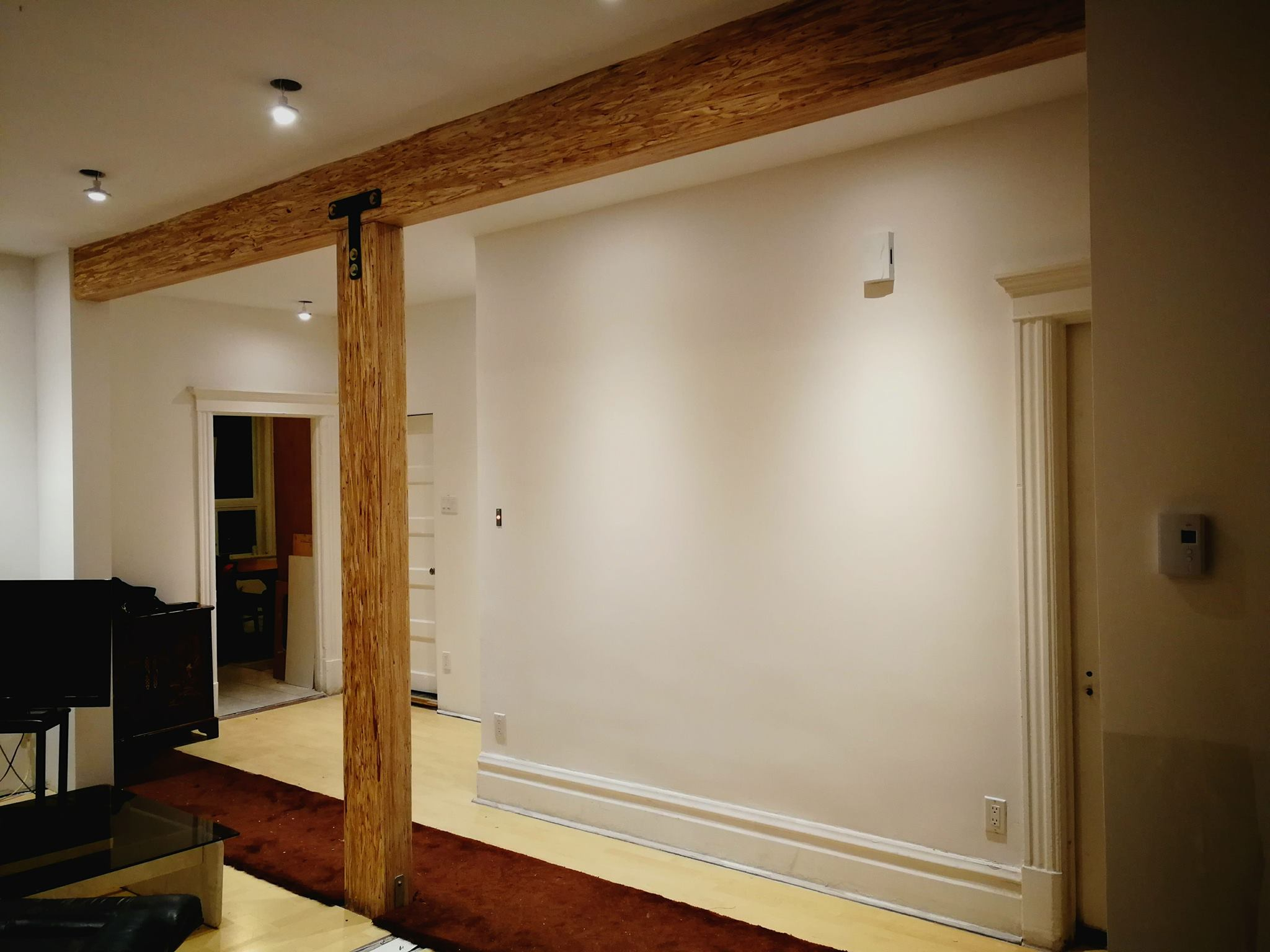